# Нкоана-Машабане, Маите
Маите Нкоана-Машабане (англ. Maite Nkoana-Mashabane; род. 30 сентября 1963, Лимпопо) — государственный и политический деятель Южно-Африканской Республики. Член Африканского национального конгресса (АНК). Министр при президенте по делам женщин, молодёжи и инвалидов с 30 мая 2019 года. В прошлом — министр сельского развития и земельной реформы ЮАР (2018—2019), министр иностранных дел ЮАР (2009—2018).

## Биография
Родилась 30 сентября 1963 года в посёлке Га-Маканье (провинция Трансвааль в Южно-Африканской Республике). В 1980-х годах она была активным членом Объединённого демократического фронта и работала в различных структурах Массового демократического движения, также поддерживала партию Африканский национальный конгресс. После окончания эпохи апартеида, Маите начала работать в министерстве иностранных дел ЮАР: была послом в Малайзии (1995—1999) и Индии (1999—2005).
11 мая 2009 года получила портфель министра иностранных дел ЮАР в правительстве Джейкоба Зумы.
26 февраля 2018 года получила должность министра сельского развития и земельной реформы в первом правительстве президента Сирила Рамафосы.
30 мая 2019 года назначена министром при президенте по делам женщин, молодежи и инвалидов во втором правительстве президента Сирила Рамафосы.